# Karki
Karki (també coneguda com a Kərki, Kiarki, Kyarki) o Tigranaixen (Տիգրանաշեն en armeni) és de iure un exclavament de la  República Autònoma de Nakhtxivan (Azerbaidjan). Des del maig de 1992, a partir de la guerra de Nagorno-Karabakh, ha estat controlat de facto per Armènia, el qual administra el territori com a part de la província d'Ararat. La carretera principal que connecta Armènia de nord a sud passa just al costat del poble, el qual és avui majoritàriament habitat per armenis (d'origen local i refugiats de l'Azerbaidjan). Ha estat rebatejada Tigranaixen pel govern armeni (del rei antic Tigranes el Gran, sota el qual el Regne d'Armènia va assolir el seu poder més gran). La seva mida és aproximadament 19 km².
Després que la guerra, molts dels habitants àzeris de Karki es van restablir en un poble nou amb el nom de Nou Karki (Àzeri: Yeni Kərki), creat dins del Districte Kangarli de l'Azerbaidjan, a la República Autònoma de Nakhtxivan.